# Атлетска дворана Београд
 Атлетска дворана Београд спортска је дворана која се налази на Бањици у Београду.

## Опште информације
На иницијативу Атлетског савеза Србије, у јануару 2013. године почела је реализација овог пројекта, који су подржали Министарство омладине и спорта Републике Србије са око 5 милиона евра, док је земљиште за изградњу објекта уступило Министарство одбране Републике Србије.
Дворана представља први затворени атлетски тренинг центар са могућношћу организовања такмичења до регионалног нивоа. Укупна површина објекта је око 7.200м2 и садржи дворански простор са трибинама капацитета за 1000 гледалаца и помоћни простор за спортисте и администрацију.
Унутар дворане пројектована је стаза са четири овалне траке дужине 200 м, а у њеном средишњем делу су стазе за трчање дужине 50 и 60 м, као и четири борилишта за скок са мотком, скок у даљ-троскок, скок у вис и за бацање кугле. Остале просторије у дворани су свлачионице са купатилом, теретане, простори за антидопинг контроле и друге. У оквиру просторија налазе се и канцеларије Атлетског савеза Србије.
Изградња дворане започела је у оквиру војног комплекса касарне „Генерал Јован Мишковић” 2012. године у Булевару ослобођења, а радови су завршени у фебруару 2016. године. Атлетски комплекс свечано је отворен 1. марта 2016. године. Прва је дворана овог типа у Београду и Србији, искључиво је тренажног типа, а у њој се организују бројна домаћа и интернацинална такмичења.